# Polyosma torricellensis
Polyosma torricellensis är en tvåhjärtbladig växtart som beskrevs av Schlechter. Polyosma torricellensis ingår i släktet Polyosma och familjen Escalloniaceae. Inga underarter finns listade i Catalogue of Life.